# Overnaturlig
Overnaturlig eller paranormal er beskrivelsen af hændelser eller væsner, der er over naturens love. Overnaturlige fænomener kan kun forklares med andre overnaturlige fænomener og kan pr. definition ikke undersøges med empiriske metoder og kan ikke forklares videnskabeligt.
Et overnaturligt fænomen kan godt være forklaret, uden at det holder op med at være overnaturligt, og naturlige fænomener kan godt være uforklaret, uden at de er overnaturlige.
Et overnaturligt fænomen kan også være en forklaring på tilblivelsen af noget naturligt; den overnaturlige komponent forbliver hævet over naturens love, mens det naturlige forbliver underlagt lovene. Et eksempel er de mange skabelseshistorier, hvor et overnaturligt væsen skaber universet / jorden / mennesker og dyr, skabelseshandlingen er overnaturlig, mens resultatet ikke er det.

## Overnaturlige evner
Overnaturlige evner er evner, der opfattes som overnaturlige.
Overnaturlige evner kan besiddes af både mennesker, dyr og overnaturlige væsner. Mennesker med overnaturlige evner eller forbindelse med overnaturlige væsner kaldes medie, shaman/præst, troldmand/heks eller orakel.
Extra-sensorisk perception også kaldet ESP eller den 6. sans, er evnen til at opfatte ting uden brug af de 5 sanser.

- Clairvoyance også kaldet synskhed og er evnen til at opfatte skjulte ting eller informationer. Clairvoyance omfatter 
  - Clairsentience (berøring).
  - Clairaudience (lyd).
  - Clairalience (duft).
  - Claircognizance (viden).
  - Clairgustance (smag).
  - Precognition (evnen til at se fremtiden)
    - Divination (evnen til at se fremtiden; at spå ved hjælp af et ritual)

  - Retrocognition (evnen til at se fortiden)

- Glossolali tale under indflydelse eller på vegne af et overnaturlig væsen.

- Telepati er evnen til at kunne overføre oplysninger, tanker eller følelser. Dette kaldes også tankeoverførsel og tankelæsning. [1][2][3][4][5][6][7][8]

- Psykografi automatisk skrivning, ubevist kommunikation.

- 'Psykometri også kaldet genstandslæsning, ved at se eller røre en genstand, er i stand til at aflæse informationer om genstanden eller om genstandens ejer.

Telekinese eller psykokinese er evnen til at flytte, påvirke og ændre genstande på afstand. Omfatter koncepter som healing og mirakeler som f.eks. vand til vin.
- Apportation evnen at til få ting til at forsvinde eller materialisere sig. Også evnen til at teleportere ting
- Transvection eller levitation er evnen til at flyve eller få ting til at flyve.

Studiet af overnaturlige evner hedder parapsykologi.

## Overnaturlige væsner
Der "findes" en lang række overnaturlige væsner, også kaldet mytologiske væsner. De kan opdeles i følgende kategorier : guder, menneskelignende væsner (Humanoide) og fabeldyr. 
Guder er væsener, der har en eller anden indflydelse på naturen, den kan f.eks. være personificeringen (se antropmofisering og animisme) af en naturkraft eller et element og kræver oftest tilbedelse.
Menneskelignende væsner omfatter overnaturlige væsner, som i udseende ligner mennesker, nogle gange med særlige attributter som størrelse: (nisser, kæmper, kykloper, trolde, elver) eller ekstra kropsligt udstyr (horn, vinger), eller bare særlige egenskaber, (julemanden).
Fabeldyr er enten særlige varianter af eksisterende dyr (enhjørning, lindorm), en blanding af eksisterende dyr (drage, grif) eller en blanding af menneske og dyr (havfrue, kentaur).

## Overnaturlige genstande
Relikvier er genstande, der har fået overnaturlige egenskaber efter at have været i kontakt med et overnaturligt væsen, som har givet genstanden en særlig tilknytning til det pågældende overnaturlige væsen. Genstande, der ikke stammer fra ikke-overnaturlige væsener, men som alligevel har mere eller mindre overnaturlige egenskaber (apotropaic magi) kaldes lykke amulet eller  talisman. De kan være i form af stort set alt, men mest populære er mønter, små figurer, ringe, dele af dyr (harefod) eller en hestesko.

Tryllestave kan være små pinde eller vandrestave, som ejeren kan anvende til at udføre magi.

Pyramider skulle, især hvis de har samme form som den store Keopspyramide, have særlige overnaturlige egenskaber, som f.eks. at kunne forhindre eller forsinke forrådnelse.

Magiske ord og trylleformularer er ord eller vendinger, som tilskrives magisk kraft eller overnaturlig virkning. Nogle gange er det tilstrækkeligt at udtale ordene en eller flere gange, andre gange skal de udtales i forbindelse med ritualer.
Troen på bestemte ords magt kendes fra alle kulturer. Det kan være enkelte ord, sætninger eller påkaldelse af et overnaturligt væsen. Omfatter bøn, forbandelser, invokationer, kontemplation, lovsang, maning, mantra, påkaldelser, sande navne og trylleformularer
Krystaller tillægges af flere new age-bevægelser overnaturlige egenskaber, især helbredende, kaldet krystalhealing.

## Fænomener, der tilskrives det overnaturlige, men ikke er det
Flere forskellige emner bliver jævnligt kædet sammen med det overnaturlige, enten fordi det tiltaler den samme gruppe, eller fordi området tidligere eller fortsat er uforklaret videnskabeligt. Eller slet og ret fordi de videnskabelige forklaringer ikke er alment tilgængelige.

For at kunne skelne om et emne høre under det overnaturlige, eller blot er et uforklaret naturligt fænomen. Kan man altid spørge til forklaringen på fænomenet. Hvis forklaringen på fænomenet er overnaturlig eller forventes ikke at følge naturens love, er der tale om et overnaturligt fænomen. Er forklaringen derimod blot ukendt og forventes at være i overensstemmelse med naturens love, er der ikke tale om et overnaturligt fænomen.

Kryptozoologi, læren om dyr, hvis eksistens ikke er bevist. Det omfatter både fantasivæsner og dyr, der har eksisteret. Et sådant væsen kaldes en kryptid, f.eks Bigfoot og Loch Ness uhyret

UFO, ethvert flyvende objekt, hvis oprindelse på observationstidspunktet er ukendt. Langt de fleste har helt naturlige forklaringer, mens nogle ingen forklaring har. En subkulturel gruppe mener, at der er tale om udenjordiske livsformer og deres rumfartøjer.

Drømmetydning handler om tolkningen af drømme. Drømme har i mange kulturer været tillagt overnaturlige forklaringer som varsler eller beskeder fra overnaturlige væsner. Drømme har dog i moderne psykologi fået naturlige forklaringer.

## Skepsis
Der er til dato endnu aldrig blevet påvist, at nogen besidder en overnaturlig evne. Den amerikanske tryllekunstner James Randi har udlovet en stor sum ($1.000.000) penge til den, som kan påvise en overnaturlig evne under kontrollerede forhold. Og det er en del skeptikeres opfattelse, at alle, der påstår at besidde en overnaturlig evne, enten lyver eller lider af vrangforestillinger. Denne opfattelse kan dog ikke altid bekræftes, da der kan være usikkerhed om, hvorvidt der er tale om unaturlige forhold og dermed enten løgn eller vrangforestillinger, eller om forhold der er ukendte indenfor den empiriske videnskab.